# La Florida, Santa María Jacatepec
La Florida är en ort i Mexiko.   Den ligger i kommunen Santa María Jacatepec och delstaten Oaxaca, i den sydöstra delen av landet, 400 km sydost om huvudstaden Mexico City. La Florida ligger 112 meter över havet och antalet invånare är 322.
Terrängen runt La Florida är lite bergig. Runt La Florida är det ganska glesbefolkat, med 29 invånare per kvadratkilometer. Närmaste större samhälle är San Juan Bautista Valle Nacional, 15,1 km sydväst om La Florida. I omgivningarna runt La Florida växer i huvudsak städsegrön lövskog.